# 伊勢志摩総合地方卸売市場
伊勢志摩総合地方卸売市場（いせしまそうごうちほうおろしうりしじょう）は、三重県伊勢市西豊浜町にある準公設（第3セクター運営）の地方卸売市場である。

## 概要
伊勢市、鳥羽市、志摩市と度会郡玉城町、南伊勢町、度会町が出資する伊勢志摩総合地方卸売市場株式会社が運営する（第三セクター）。資本金は4億円。伊勢志摩総合地方卸売市場株式会社の代表取締役社長は伊勢市長が兼任する。
取扱品目は青果物と水産物である。仲買人はおらず、直接買受人が卸売業者から買い付けている。観光地・伊勢志摩の卸売市場であるが、ホテルや旅館で買参権を持つ業者は少ない。
水産物部門の買受人は2008年時点で355人である。うち51.7%が伊勢市に居住する。主な供給先はスーパーマーケットや量販店である。水産物の集荷先は県内3割、県外7割で、鮮魚が6割、塩干加工品が2割強、冷凍魚が1割強となっている。水産部門は3つの問屋を統合して発足したため、現在でも旧来の問屋の名残で鮮魚1部・2部・3部に分かれている。
- 敷地面積：約58,200m2[7]
  - 市場面積：48,616m2[3]
- 駐車場：約18,500m2、721台の車が収容可能[7]
- 建設費：32億円[6]
- 市場取扱高：108億円（2007年度）[6]

## 交通アクセス
- 国道23号 宮川大橋西詰の西豊浜町インターチェンジを南下すぐ。
- 近鉄山田線 小俣駅下車、約600m、徒歩約8分。

## 沿革
- 1980年（昭和55年）9月8日 - 伊勢商工会議所にて会社創立総会が開かれる[8]。
- 1980年（昭和55年）9月12日 - 伊勢志摩総合地方卸売市場株式会社が創立する。
- 1982年（昭和57年）4月27日 - 市場の開場式を挙行する[7]。
- 1982年（昭和57年）5月7日 - 市場での営業を開始する[9]。
- 1992年（平成4年）5月3日 - 開場10周年を記念して「市場まつり」を開催する[10]。
- 1993年（平成5年）11月1日 - 三重県内で初めての大型青果保冷売場（鉄骨平屋建て、約700m2）が完成、稼働を開始する[11]。
- 2007年（平成18年）4月29日 - 「伊勢志摩総合地方卸売市場開場25周年記念市場まつり」を開催する[12]。
- 大型店など同市場を通らない流通が増加するなどの要因により、青果物と水産物の合計取扱高は1991年度から1993年度までの約170億円をピークに減少、2006年度は約110億円となった[13]。